# 謝爾瓦·蘇提亞什維利

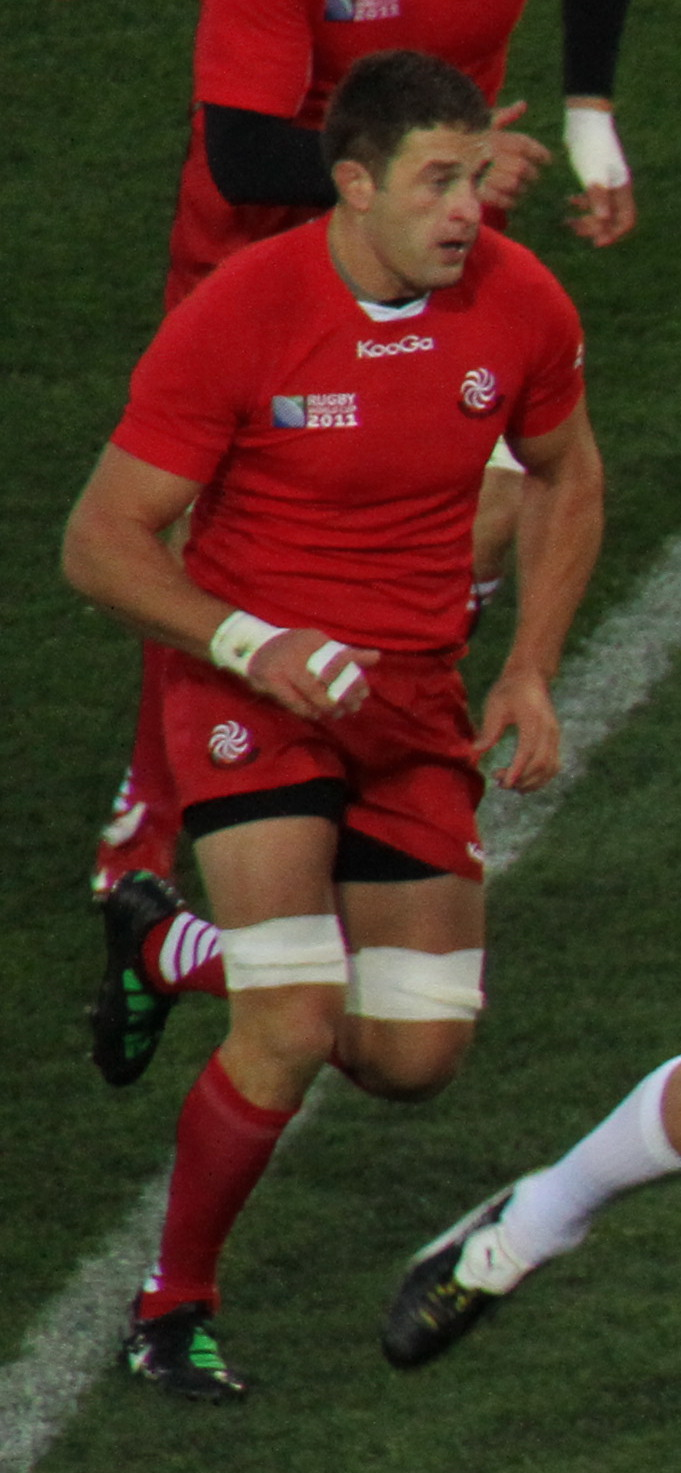
謝爾瓦·蘇提亞什維利踢足球的照片。

謝爾瓦·蘇提亞什維利（1984年1月24日—）是一位喬治亞橄欖球運動員。他是喬治亞國家橄欖球隊的一員，代表喬治亞參加了2015年世界盃橄欖球賽。他代表喬治亞參加了43場比賽。